# Fleury Michon
Pour les articles homonymes, voir Fleury.
Fleury Michon est une entreprise de l'industrie agroalimentaire française, cotée à la bourse de Paris. Ce groupe est spécialisé dans la transformation de carcasses de porcs en préparations charcutières ainsi que d'autres transformations agroalimentaires.

## Histoire

### Origines et création (1885-1957)
En 1885, Félix Fleury, négociant de porcs, crée une charcuterie-traiteur à la Roche-sur-Yon, et inscrit sa devise sur sa devanture : « Il faut faire les choses comme il faut »,.
Félix Fleury s'associe en 1905 à Lucien Michon, son beau-frère négociant en viande, tous les deux d’origine vendéenne. Ils déposent ensemble les premiers statuts juridiques des Établissements Fleury & Michon en 1905. Ils installent leurs bureaux aux Halles de Paris.
La Première Guerre mondiale stoppe leur activité. Ce n'est qu'à partir des années 1920 que Pierre Fleury (deuxième génération) relance l’activité charcuterie et construit les véritables bases de l’entreprise, en développant une activité intégrée d’abattage, découpe de viande et charcuterie-salaisonnerie.
En 1934, ils installent un abattoir à Pouzauges. Les produits Fleury Michon sont alors vendus chez les grossistes charcutiers détaillants.
L'entreprise met en place dès 1937 le versement d'un treizième mois, puis en 1942 propose une mutuelle à tous les salariés.
En 1954, Fleury Michon se met à la cuisson lente du jambon sous vide. L'entreprise se lance en 1964 dans les grandes surfaces et y propose ses gammes de transformations charcutières libre-service.

### Développement (1970-1999)
Dans les années 1970, Fleury Michon accélère son développement dans le libre service. En 1973, l'entreprise lance la filière jambons Label rouge, un label délivré par le ministère de l’Agriculture. Un an plus tard, en 1974, l'entreprise lance des plats cuisinés d'abord destinés à la restauration. En 1979, elle se lance dans l'élaboration de plats cuisinés frais pour le libre-service, au moment de l'apparition du premier micro-ondes Moulinex,.
L'entreprise signe en 1987 un partenariat avec un jeune chef étoilé, Joël Robuchon.
En 1990, l'entreprise se lance sur un nouveau marché : le surimi (produit à base de chair de poisson s'inspirant de la cuisine japonaise).
En 1992, Fleury Michon devient chef de file en « jambon supérieur » en libre-service et rachète son concurrent Olida. L'année d'après, en 1993, l'entreprise vend son activité saucissons secs et salaisons sèches en libre-service.
En 1994, la marque inspire l'amendement sur le congé parental du gouvernement Balladur. Ce sera l'« amendement Fleury Michon »,,. Deux ans plus tard, en 1996, l'entreprise décide de rentrer dans le cadre de la loi Robien, en réduisant le temps de travail hebdomadaire de 37 à 33,18 heures, sans réduction de salaire.
En 1996, l'entreprise poursuit dans le développement de la partie charcuterie, avec sa prise de participation dans la société Henri Le Hir. La même année elle fusionne cette dernière avec les salaisons de l'Argoat formant ainsi, la société Argoat/Le Hir Associés.
Hors de France, Fleury Michon s'allie en 1998 avec Fratelli Beretta, un industriel charcutier-traiteur italien,,. 

### Introduction en bourse (2000-2008)
En 2000, l'entreprise s'introduit sur le Second Marché de la Bourse de Paris et lance de nouveaux produits.
Hors de France, l'entreprise crée en 2002, en partenariat avec Beretta, une filiale italienne : Piatti Freschi Italia. En 2005, elle fonde avec Martinez Loriente une entreprise en Espagne, elle réalise un contrat de licence de technologie aux États-Unis, elle réalise également l'acquisition, en 2006, de la société Delta Daily Food Canada.
En 2004, Fleury Michon se lance sur le marché de la restauration hors-domicile. Elle développe une offre pour le catering et une offre de livraison de plateaux-repas pour les entreprises, en région parisienne, sous la marque Room Saveurs, avec des licences Fauchon / Flo Prestige,.
En parallèle, le groupe continue ses investissements industriels en France, en Vendée notamment, où elle améliore ses sites de transformation. En 2007, l'entreprise se lance dans la construction d'un nouveau site de transformation à Cambrai dans le département du Nord. L'entreprise possède alors quinze sites de transformation, dont sept hors de France.
En 2008, Grégoire Gonnord prend la succession de son père, Yves Gonnord, à la tête du groupe. L’accent est mis sur la croissance de la marque et sur le développement international,,,.

### 2010 à aujourd'hui
En 2011 l'entreprise réalise une nouvelle acquisition à l'international, avec celle de Fresco, via la joint-venture PFI,,,.
En novembre 2012, cinq ans après le début de la construction du site de transformation de Cambrai, l'entreprise réalise ses premières fabrications de jambons supérieurs, dans cette nouvelle unité de transformation,,.
Fleury Michon intègre en 2014, l’indice EnterNext PEA-PME 150.
Cotée à la bourse de Paris, Fleury Michon est membre de l’indice CAC Mid & Small. L’entreprise a confirmé en 2014 sa première place au Gaïa Index dans la catégorie industrie.
En 2016, une enquête d'UFC - Que choisir met en évidence que seulement 33 % des produits Fleury Michon indiquent l'origine de la viande utilisée, ce que le groupe reconnaît tout en promettant des améliorations rapides.
Le 2 avril 2019, Fleury Michon annonce la forte croissance de son bénéfice net pour l'année 2018 grâce à une marge nette en hausse,,. Puis au premier trimestre 2019, le groupe accuse un léger recul dans ses ventes. Son chiffre d'affaires baisse. Une baisse confirmée en juillet 2019. La direction impute cette baisse à un virus informatique qui a dû faire interrompre les livraisons pendant trois jours dans certains secteurs.
Le 24 juillet 2019, Fleury Michon prend une participation de 90 % auprès de Marfo Food Group Holding BV, le deuxième acteur européen du catering aérien. Ils réalisent ainsi une croissance dans ce secteur en renforçant notamment leur activité de catering en Amérique du Nord.
En 2020, l’Autorité de la concurrence condamne l'entreprise à une amende de 14,7 millions d’euros en conclusion de l'affaire du cartel du jambon, une entente illégale sur le marché de la charcuterie industrielle. La condamnation de l'entreprise à une amende de 12,9 millions d’euros est confirmée en 2024.
Sur l'ensemble de l'année 2022, Fleury Michon affiche un chiffre d'affaires à 794,8 millions d'euros pour des ventes en hausse de 13 % et un bénéfice net en recul de 40 % à 2,4 millions d'euros. Marqué par l'inflation, les conséquences de la guerre en Ukraine et la grippe aviaire, Fleury Michon se satisfait d'un résultat toujours positif malgré un contexte de crise inédit.
Le 20 février 2023, l'entreprise annonce la fermeture de son usine en Ille-et-Vilaine à Rennes.
En novembre 2023, l’entreprise est condamnée à payer une amende pour blessures involontaires et non respect des règles de sécurité au travail après qu'une employée a été blessée par une machine, en 2021, dans l'usine de Plélan-le-Grand.
En 2024, l'association Foodwatch pointe les pratiques de réduflation de plusieurs marques dont Fleury Michon : des bâtonnets de surimi de la marque comprennent 11 % de chair à poisson en moins alors que le prix au kilo augmente de 40 % entre 2021 et 2023.

## Actionnaires
| Nom                                              | %    |
| ------------------------------------------------ | ---- |
| Société Holding de Contrôle et de Participations | 47,8 |
| Famille Gonnord                                  | 11,0 |
| DNCA Finance                                     | 6,8  |
| Famille Magdelenat                               | 6,14 |
| Fleury Michon (autocontrôle)                     | 4,11 |
| Fleury Michon (actionnariat salarié)             | 3,15 |
| Magallanes Value Investors SA SGIIC              | 1,20 |
| La Française Asset Management                    | 1,09 |
| Financière de l'échiquier SA                     | 0,44 |
| Tocqueville finances                             | 0,37 |

## Activités

### Gammes de produits
En France, Fleury Michon commercialise pour l'essentiel du jambon, des produits à base de volaille, du surimi et des plats cuisinés. Le groupe a commercialisé des plats cuisinés en partenariat avec le cuisinier Joël Robuchon.

### International
Hors de France, l'entreprise est présente dans trois pays (Canada, Pays-Bas et Espagne) et compte sept sites de production. Elle commercialise des produits à marque Fleury Michon au Canada et au Pays-Bas. En Espagne les produits sont commercialisés sous la marque Platos Tradicionales.,,,,,.

### Nouveaux services alimentaires
Les activités de services représentent un chiffre d'affaires de 55,1 M d’€ en 2015 avec trois activités, la livraison de coffrets et plateaux-repas en entreprises, le catering aérien et la restauration en milieu hospitalier.

## Communication

### Campagnes de communication
La marque réalise en 2014 sa première campagne #VenezVérifier dont l'objectif est d'inviter les consommateurs et les blogueurs à venir vérifier la préparation du poisson utilisé pour le surimi sur place dans l’usine Traiteur de la mer de Chantonnay, en Vendée,,,,,,.
À la suite de cette campagne, le député Bastien Lachaud et l'association DxE France se sont rendus sans autorisation dans l'un des élevages. Ils ont pu constater que les cochons étaient élevés dans des cages individuelles.
En 2015, l'entreprise révèle son projet d'entreprise : « Aider les Hommes à manger mieux chaque jour »,. Cette même année, Fleury Michon crée une nouvelle filière de porc sans antibiotique et sans OGM,,,,.
L'année suivante, en 2016, la marque met en place une politique d'affichage de l'origine des viandes sur l'ensemble de ces produits. En parallèle, elle annonce au grand public à travers une campagne de communication à la fois télévisée et numérique, le projet de l'entreprise « Aider les Hommes à manger mieux chaque jour »,. Durant l'été, l'entreprise va plus loin dans le concept de la campagne #VenezVérifier et se lance dans le tourisme industriel en partenariat avec l'office de tourisme de Pouzauges. Ainsi, elle ouvre ses usines pendant plus de 2 mois et accueille plus d'une centaine de visiteurs dans ses sites de transformation en Vendée à Mouilleron-en-Pareds et Pouzauges,,.  

### Sponsoring

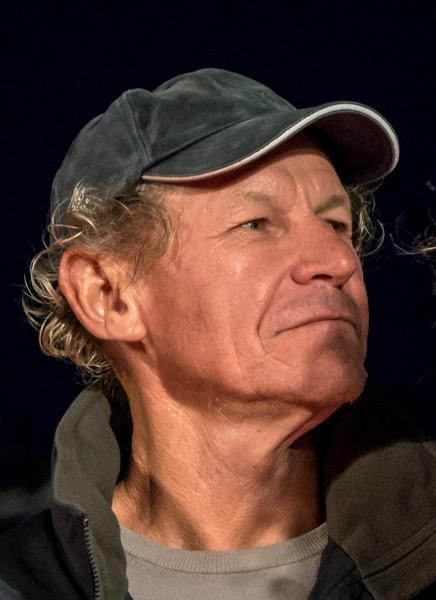
Philippe Poupon

De 1982 à 1994, Fleury Michon se lance dans le sponsoring sportif, en équipant treize voiliers pour le navigateur Philippe Poupon,,.

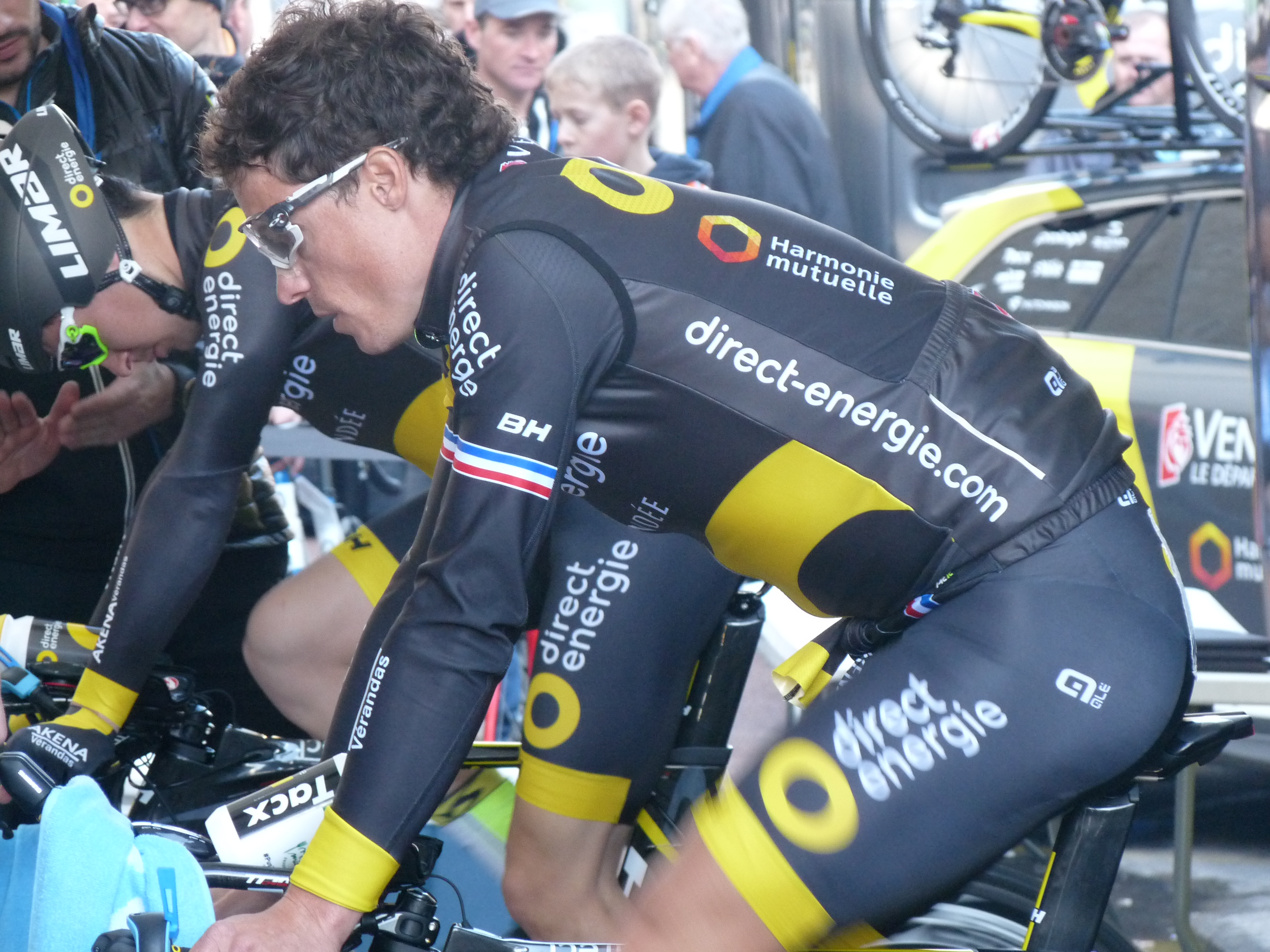
Sylvain Chavanel - Team Direct Énergie

Elle sponsorise aussi l’équipe cycliste Direct Énergie (ex Europcar) dont le manager est Jean-René Bernaudeau,.
En 2008, l'entreprise développe la création d’un véhicule spécialement aménagé pour la préparation des repas, la restauration et la récupération des coureurs du Team Direct Énergie.
La marque sponsorise Serge Girard lors de son tour du monde en courant.
En 2018, Fleury Michon sponsorise la navigatrice Morgane Ursault-Poupon pour la Route du Rhum 2018.